# Friedrich Emmerling

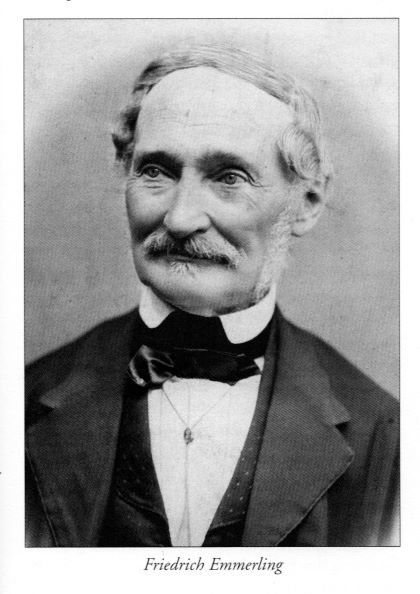
Friedrich Emmerling (1801 bis 1879)

Johann Christian Friedrich Emmerling (* 3. Juli 1801 in Arnstadt; † 18. Dezember 1879 ebenda) war 21 Jahre (Ober-)Bürgermeister von Arnstadt im Fürstentum Schwarzburg-Sondershausen.

## Leben

### Familie
Friedrich Emmerling war ein Sohn des Fleischhauers Johann Christian Heinrich Emmerling (* 1757, † 8. November 1813) und dessen Frau Johanna Elisabethe Christiane geb. Hempel (* 1767, † 2. November 1813). Er heiratete im Mai 1833 Friederike Amalie Schönherr (* 14. August 1803 in Arnstadt; † 27. Januar 1863), Tochter des Kaufmanns Bernhard Heinrich Schönherr und Witwe des Stadtschreibers Carl Hartmann (1797–1831). Der Sohn Ernst Friedrich Gustav (* 14. April 1834) wurde Goldschmied. Emmerlings Tochter Friederike Eleonore Louise (1835–1909) war mit Eduard Louis Maempel (1827–1908) verheiratet. Deren erste Tochter (Emmerlings Enkelin) Emilie Maempel (* 1856) heiratete im April 1867 den Erben von Arnstadts Friedrichsmühle, Robert Maempel (1849–1905), einen Enkel des Hamburger Konsuls Ernst Maempel. Die zweite Tochter Antonie Ida Maempel (1857–1905) heiratete im November 1878 den späteren Ehrenbürger von Arnstadt Benjamin Kiesewetter.
Emmerling war von Beruf Gold- und Silberarbeiter (Goldschmied). Er betrieb sein Geschäft (spätestens) ab 1825 ununterbrochen; erst im November 1859 übergab er es an den Sohn Gustav.

### Salinenverein
1845 gründete sich auf Betreiben des Ingenieurs August Rost eine „Gesellschaft für die bei Arnstadt zu errichtenden Salzwerke und Soda-Fabriken“, die das vermutete Salzlager bei Rudisleben erkunden und ausbeuten sollte. Als Erstes wurde im März ein Provisorisches Comité eingerichtet; Emmerling war eins der elf Mitglieder, außerdem waren der Vorsteher des Gewerbevereins, Kehl, und der Kaufmann G. D. Koch dabei. Die Bohrung schritt langsam voran; die Kosten waren hoch. Im Mai 1849 war jedoch Salz erreicht, und es wurde ein formeller Salinenverein gegründet, der von einem 15-köpfigen Salinenrat geführt wurde; dessen Direktoren waren Kehl, Emmerling und Koch. Die von dem Salinenverein ab 1849 ausgegebenen Aktien waren von Kehl und Emmerling unterschrieben. Kehl war bis August 1863 im Direktorium, Emmerling noch ein Jahr länger.

### Politik
Emmerling wurde im Februar 1835 nach der Arnstädter Stadtordnung zum Stadtverordneten („Bürgervorsteher“) von Arnstadt gewählt; Wiederwahlen 1841 und 1847. Im Revolutionsjahr 1848 verlangte die Gemeinde einen neu konstituierten Gemeinderat; bei der Neuwahl im Mai erhielt Emmerling besonders viele Wählerstimmen. Er fungierte etwa ab September 1845 ununterbrochen als Vorsteher der Stadtverordneten, teilweise zusammen mit Koch oder mit Kehl.
Im Herbst 1850 mussten die Gemeindeorgane nach einer neuen Gemeindeordnung (aus der Regierung von Chop) neu gewählt werden. Dabei wurde der Bürgermeister Heinrich Müller im Amt bestätigt; es gab viele neue Stadtverordnete (u. a. Julius Hülsemann); und Emmerling erhielt das neu eingerichtete Amt eines zweiten Bürgermeisters. Zum Ende August 1856 trat der erste Bürgermeister zurück. Emmerlings Versuch, die Stelle durch Nachwahl sofort neu besetzen zu lassen, war erfolglos. Der gewählte C. Hartmann erhielt nicht die fürstliche Genehmigung; die Position blieb bis zum Jahresende unbesetzt. Zum Anfang 1857 wurde Emmerling bis zu einer künftigen definitiven Besetzung „mit der Führung der Geschäfte eines ersten Bürgermeisters“ betraut.
Im Juli 1857 führte eine neue Städteordnung (aus der Regierung von von Elsner) ein, dass die Stadtverordneten öffentlich nach einem Drei-Klassen-Wahlrecht gewählt wurden und dass der Stadtrat (Magistrat) nicht mehr von den Bürgern, sondern von den Stadtverordneten gewählt wurde. Die im Januar 1858 entsprechend erneuerte Stadtverordnetenversammlung wählte Emmerling auf 12 Jahre zum (ersten) Bürgermeister. Im Oktober des Jahres erhielt er den Titel „Oberbürgermeister“. Im Frühjahr 1859 wurde auch wieder ein zweiter Bürgermeister gewählt: Adolf Kehl wurde im April auf 12 Jahre installiert.
Beim Ende seiner Dienstzeit im Mai 1870 erhielt Emmerling eine 3-jährige Verlängerung. Er nahm sie jedoch nur zu einem Teil in Anspruch. Im Herbst 1871 wurde er krankheitshalber für vier Wochen beurlaubt. Sein Stellvertreter war der Stadtverordnetenvorsitzende Julius Hülsemann, der in dieser Zeit die Nachfolge für den ausgeschiedenen Kehl durch den Ratsschriftführer Hopf einleitete. Emmerling bat zum Jahresende um seine Entlassung; Hülsemann wurde sein Nachfolger.
In der ersten Wahlperiode des Landtags des Fürstentums (August 1843 bis März 1848) war Emmerling erster Stellvertreter des Abgeordneten für Arnstadt, Zimmermann. Zimmermann schied nach dem ersten Landtag (September 1843 bis Dezember 1844) aus, so dass Emmerling für den zweiten Landtag (Juli 1847 bis März 1848) an seine Stelle nachrückte. Nach der Märzrevolution vertrat er Arnstadt im dritten Landtag (Ende August bis Anfang Oktober 1848) bei der Beratung eines neuen Wahlgesetzes für den nachfolgenden Landtag.

### Ehrungen
Im September 1863 wurde Emmerling Fürstlicher Rat. 1867 wurde er mit dem Verdienstkreuz des Herzoglichen Sachsen-Ernestinischen Hausordens und 1870 mit dem Königlich preußischen Kronenorden IV. Klasse geehrt. 1873 erhielt er die kaiserliche Kriegsgedenkmünze für Nicht-Kombattanten.

## Nachweise
1. ↑  Todesangaben der Eltern in Arnstädtische wöchentliche Anzeigen und Nachrichten vom 6. und vom 13. November 1813, S. 360 und 368.
2. ↑  Heiratsanzeige und Kirchenamtsangabe in Arnstädtisches Regierungs- und Intelligenz-Blatt vom 4. Mai und 20. Juli 1833, S. 75 und 125.
3. ↑  Todes- und Geburtsangabe in Arnstädtisches Regierungs- und Intelligenz-Blatt vom 17. Dezember 1831, S. 226.
4. ↑  Geburtsangabe in Arnstädtisches Regierungs- und Intelligenz-Blatt vom 28. Juni 1834, S. 122.
5. ↑  Verlobung im Januar 1854 (Privilegirtes Arnstädtisches Regierungs- und Intelligenz-Blatt vom 14. Januar 1854, S. 15); Heirat am 26. April 1855 (Privilegirtes Arnstädtisches Regierungs- und Intelligenz-Blatt vom 23. Juni 1855, S. 227).
6. ↑  Privilegirtes Arnstädtisches Regierungs- und Intelligenz-Blatt vom 5. Juli 1856, S. 246.
7. ↑  Anzeigen in Gnädigst privilegirte Arnstädtische Zeitung vom 12. Oktober 1825, S. 164, und Privilegirtes Arnstädtisches Regierungs- und Intelligenz-Blatt vom 5. November 1859, S. 393.
8. ↑  Privilegirtes Arnstädtisches Regierungs- und Intelligenz-Blatt vom 15. und 29. März 1845, S. 86–88 und 106 f.
9. ↑  Adolf Kehl: * 7. Juli 1805, † 5. Februar 1875, Pfarrersohn, Theologiestudium. Mädchenschullehrer. Vorsitzender des Obstbauvereins. Stellvertreter des Pfarrers Ferdinand Blumröder im Landtag 1848; Ersatzmann für die Arnstädter Abgeordneten im Landtag 1849; 1848–1850 Stadtverordneter, 1859–1871 zweiter Bürgermeister. (Thüringer Pfarrerbuch. Bd. 2. 1997. ISBN 3768641481, S. 217; Fürstlich Schwarzb. Regierungs- und Intelligenz-Blatt vom 2. September 1848, S. 356 f. und vom 26. Mai 1849, S. 249 f..)
10. ↑  Georg Daniel Koch: * 8. Juli 1807, † 19. Dezember 1877. Stellvertreter des Kaufmanns Heinrich Wellendorff im Landtag 1843 und 1848; 1844–1850 Stadtverordneter. (Stammbaum der Familie Maempel usw., S. 11; Privilegirtes Arnstädtisches Regierungs- und Intelligenz-Blatt vom 2. September 1843, S. 285, und vom 27. Juli 1844, S. 267.)
11. ↑  Privilegirtes Arnstädtisches Regierungs- und Intelligenz-Blatt vom 5. April 1845, S. 117–119.
12. ↑  Vgl. die Anzeigen in Privilegirtes Arnstädtisches Regierungs- und Intelligenz-Blatt vom 12. August 1848, S. 279 f.
13. ↑  Privilegirtes Arnstädtisches Regierungs- und Intelligenz-Blatt vom 12. Mai 1849, S. 174 f., vom 23. Juni, S. 226, vom 8. September, S. 312 f., und vom 13. Oktober, S. 350f.
14. ↑  Abbildung bei Dittrich S. 71.
15. ↑  Der Deutsche 1863 Nr. 87 und 127 und 1864 Nr. 96. (Kehls Nachfolger war Julius Hülsemann.)
16. ↑  Arnstädtisches Regierungs-und Intelligenz-Blatt vom 21. Januar 1832, S. 9–15, und vom 25. Februar, S. 35f.
17. ↑  Arnstädtisches Regierungs- und Intelligenz-Blatt vom 7. Februar 1835, S. 23 f., und 7. März, S. 58.
18. ↑  Privilegirtes Arnstädtisches Regierungs- und Intelligenz-Blatt vom 10. Juli 1841, S. 133, und vom 23. Oktober 1847, S. 359 f.
19. ↑  Privilegirtes Arnstädtisches Regierungs- und Intelligenz-Blatt vom 13. Mai 1848, S. 175, und vom 24. Juni, S. 222; Ziegenhardt S. 74 f.
20. ↑  gemäß Stadtordnung § 20.
21. ↑  z. B. Privilegirtes Arnstädtisches Regierungs- und Intelligenz-Blatt vom 27. September 1845, S. 327, vom 10. Oktober 1846, S. 327 f., vom 31. März 1849, S. 119.
22. ↑  Gesetz-Sammlung 1850 Nr. 28 sowie Auskunft der Stadtverordneten in Privilegirtes Arnstädtisches Regierungs- und Intelligenz-Blatt vom 22. Juni 1850, S. 202f.
23. ↑  Heinrich Ludwig Müller; vgl. Lengemann S. 231. Aktuar beim Arnstädter Rat ab August 1842; als Bürgermeister tätig ab 27. Oktober 1848, fürstliche Genehmigung dazu erst ein Jahr später. (Privilegirtes Arnstädtisches Regierungs- und Intelligenz-Blatt vom 13. August 1842, S. 184; vom 21. und 28. Oktober 1848, S. 360 und 367, und vom 27. Oktober 1849, S. 365.)
24. ↑  nach der Gemeindeordnung § 69.
25. ↑  Privilegirtes Arnstädtisches Regierungs- und Intelligenz-Blatt vom 6. Juli 1850, S. 225, vom 31. August, S. 289 f., und vom 12. Oktober, S. 339.
26. ↑  Müller zog nach Magdeburg und später nach Berlin. Abschiedsrede und Abschiedsgruß in Privilegirtes Arnstädtisches Regierungs- und Intelligenz-Blatt vom 6. September 1856, S. 315, und vom 8. November, S. 394; Todesanzeige und Nachruf in Der Deutsche 1881 Nr. 149 und 222.
27. ↑  Privilegirtes Arnstädtisches Regierungs- und Intelligenz-Blatt vom 16. August 1856, S. 288, vom 11. Oktober, S. 357 f., und vom 8. November, S. 393 f.
28. ↑  Carl Hartmann: * 27. März 1823, Abitur 1842, Akzessist in Arnstadt 1846, Aktuar in Ebeleben 1858, in Arnstadt 1864, Vorstand des Justizamts in Greußen 1875. (Regierungs- und Intelligenz-Blatt vom 31. August 1822, S. 275 (Eltern), und vom 3. Mai 1823, S. 143 (Geburt); Verzeichnis der Arnstädter Abiturienten S. 17; Privilegirtes Arnstädtisches Regierungs- und Intelligenz-Blatt vom 1. August 1846, S. 246, und vom 11. September 1858, S. 391; Der Deutsche vom 21. Januar 1864, S. 65; Regierungs- und Nachrichtsblatt für das Fürstenthum Schwarzburg-Sondershausen vom 1. Mai 1875, S. 205.)
29. ↑  Privilegirtes Arnstädtisches Regierungs- und Intelligenz-Blatt vom 3. Januar 1857, S. 2f.
30. ↑  Gesetz-Sammlung 1857 Nr. 65.
31. ↑  Städteordnung § 70.
32. ↑  Städteordnung § 86.
33. ↑  Privilegirtes Arnstädtisches Regierungs- und Intelligenz-Blatt vom 23. Januar 1858, S. 23.
34. ↑  Verpflichtung am 3. Mai 1858: Privilegirtes Arnstädtisches Regierungs- und Intelligenz-Blatt vom 8. Mai 1858, S. 143.
35. ↑  Fürstlich Schwarzb. Regierungs- und Intelligenz-Blatt vom 2. Oktober 1858, S. 421.
36. ↑  Privilegirtes Arnstädtisches Regierungs- und Intelligenz-Blatt vom 2. und 30. April 1859, S. 119 und 163 f.
37. ↑  Der Deutsche 1870 Nr. 55.
38. ↑  Der Deutsche 1871 Nr. 112.
39. ↑  Der Deutsche 1871 Nr. 113 und 142.
40. ↑  Der Deutsche 1871 157.
41. ↑  Wahlergebnis in Fürstlich Schwarzb. Regierungs- und Intelligenz-Blatt vom 26. August 1843, S. 271.
42. ↑  Landtagsprotokoll vom 28. Juni 1847, S. 3.
43. ↑  Wahlergebnis in Fürstlich Schwarzb. Regierungs- und Intelligenz-Blatt vom 2. September 1848, S. 356.
44. ↑  Vgl. Lengemann S. 26 f.
45. ↑  Der Deutsche 1863 Nr. 116.
46. ↑  Der Deutsche 1867 Nr. 62.
47. ↑  Der Deutsche 1870 Nr. 85.
48. ↑  Regierungs- und Nachrichtsblatt für das Fürstenthum Schwarzburg-Sondershausen vom 20. März 1873, S. 133.
49. 1 2  mit ungenauen Daten für das Bürgermeisteramt.
50. ↑  Einige Angaben auf S. 169 betreffen nicht Friedrich Emmerling, sondern den Konsistorialassessor Carl Emmerling als Abgeordneten im Erfurter Unionsparlament.